# Collegio di Bolton West
Bolton West è un collegio elettorale situato nella Grande Manchester, nel Nord Ovest dell'Inghilterra, e rappresentato alla Camera dei comuni del Parlamento del Regno Unito. Elegge un membro del parlamento con il sistema maggioritario a turno unico; l'attuale parlamentare è Phil Brickell del Partito Laburista, che rappresenta il collegio dal 2024.

## Estensione
- 1950-1983: i ward del County Borough of Bolton dif Deane-cum-Lostock, Derby, Halliwell, Heaton, Rumworth, Smithills e West.
- 1983-1997: i ward del borgo metropolitano di Bolton di Blackrod, Deane-cum-Heaton, Halliwell, Horwich, Hulton Park, Smithills e Westhoughton.
- 1997-2010: i ward del borgo metropolitano di Bolton di Blackrod, Deane-cum-Heaton, Horwich, Hulton Park, Smithills e Westhoughton.
- 2010-2024: i ward del borgo metropolitano di Bolton di Heaton and Lostock, Horwich and Blackrod, Horwich North East, Smithills, Westhoughton North and Chew Moor e Westhoughton South, e i ward del borgo metropolitano di Wigan di Atherton.
- dal 2024: i ward del borgo metropolitano di Bolton di Heaton, Lostock and Chew Moor, Horwich North, Horwich South and Blackro, Hulton, Smithills, Westhoughton North and Hunger Hill, Westhoughton South e una piccola parte di Rumsworth.

## Membri del parlamento
| Elezione | Elezione      | Deputato       | Partito      |
| -------- | ------------- | -------------- | ------------ |
|          | 1950          | John Lewis     | Laburista    |
|          | 1951          | Arthur Holt    | Liberale     |
|          | 1964          | Gordon Oakes   | Laburista    |
|          | 1970          | Robert Redmond | Conservatore |
|          | Ott 1974      | Ann Taylor     | Laburista    |
|          | 1983          | Tom Sackville  | Conservatore |
|          | 1997          | Ruth Kelly     | Laburista    |
| 2010     | Julie Hilling |                | Laburista    |
|          | 2015          | Chris Green    | Conservatore |
|          | 2024          | Phil Brickell  | Laburista    |

## Elezioni

### Elezioni negli anni 2020
| Partito                    | Partito                                           | Candidato                  | Risultati 4 luglio 2024 | Risultati 4 luglio 2024 |
| Partito                    | Partito                                           | Candidato                  | Voti                    | %                       |
| -------------------------- | ------------------------------------------------- | -------------------------- | ----------------------- | ----------------------- |
|                            | Laburista                                         | Phil Brickell              | 17 363                  | 38,93                   |
|                            | Conservatore                                      | Chris Green                | 12 418                  | 27,84                   |
|                            | Reform UK                                         | Dylan Evans                | 8 517                   | 19,10                   |
|                            | Verdi                                             | Vicki Attenborough         | 4 132                   | 9,26                    |
|                            | Lib Dem                                           | Donald McIntosh            | 1 966                   | 4,41                    |
|                            | Democratici                                       | Patrick McGrath            | 202                     | 0,45                    |
|                            |                                                   |                            |                         |                         |
| Iscritti                   | Iscritti                                          | Iscritti                   | 74 933                  | 100,00                  |
| ↳ Votanti (% su iscritti)  | ↳ Votanti (% su iscritti)                         | ↳ Votanti (% su iscritti)  | 44 803                  | 59,79                   |
| ↳ Astenuti (% su iscritti) | ↳ Astenuti (% su iscritti)                        | ↳ Astenuti (% su iscritti) | 30 130                  | 40,21                   |
|                            |                                                   |                            |                         |                         |
|                            | Esito: collegio passa da Conservatore a Laburista |                            |                         |                         |

### Elezioni negli anni 2010
| Partito                    | Partito                                   | Candidato                  | Risultati 12 dicembre 2019 | Risultati 12 dicembre 2019 |
| Partito                    | Partito                                   | Candidato                  | Voti                       | %                          |
| -------------------------- | ----------------------------------------- | -------------------------- | -------------------------- | -------------------------- |
|                            | Conservatore                              | Chris Green                | 27 255                     | 55,29                      |
|                            | Laburista                                 | Julie Hilling              | 18 400                     | 37,32                      |
|                            | Lib Dem                                   | Rebecca Forrest            | 2 704                      | 5,49                       |
|                            | Verdi                                     | Paris Hayes                | 939                        | 1,90                       |
|                            |                                           |                            |                            |                            |
| Iscritti                   | Iscritti                                  | Iscritti                   | 73 191                     | 100,00                     |
| ↳ Votanti (% su iscritti)  | ↳ Votanti (% su iscritti)                 | ↳ Votanti (% su iscritti)  | 49 298                     | 67,36                      |
| ↳ Astenuti (% su iscritti) | ↳ Astenuti (% su iscritti)                | ↳ Astenuti (% su iscritti) | 23 893                     | 32,64                      |
|                            |                                           |                            |                            |                            |
|                            | Esito: collegio confermato a Conservatore |                            |                            |                            |

| Partito                    | Partito                                   | Candidato                  | Risultati 8 giugno 2017 | Risultati 8 giugno 2017 |
| Partito                    | Partito                                   | Candidato                  | Voti                    | %                       |
| -------------------------- | ----------------------------------------- | -------------------------- | ----------------------- | ----------------------- |
|                            | Conservatore                              | Chris Green                | 24 459                  | 47,91                   |
|                            | Laburista                                 | Julie Hilling              | 23 523                  | 46,07                   |
|                            | UKIP                                      | Martin Tighe               | 1 587                   | 3,11                    |
|                            | Lib Dem                                   | Rebecca Forrest            | 1 485                   | 2,91                    |
|                            |                                           |                            |                         |                         |
| Iscritti                   | Iscritti                                  | Iscritti                   | 72 830                  | 100,00                  |
| ↳ Votanti (% su iscritti)  | ↳ Votanti (% su iscritti)                 | ↳ Votanti (% su iscritti)  | 51 054                  | 70,10                   |
| ↳ Astenuti (% su iscritti) | ↳ Astenuti (% su iscritti)                | ↳ Astenuti (% su iscritti) | 21 776                  | 29,90                   |
|                            |                                           |                            |                         |                         |
|                            | Esito: collegio confermato a Conservatore |                            |                         |                         |

| Partito                    | Partito                                           | Candidato                  | Risultati 7 maggio 2015 | Risultati 7 maggio 2015 |
| Partito                    | Partito                                           | Candidato                  | Voti                    | %                       |
| -------------------------- | ------------------------------------------------- | -------------------------- | ----------------------- | ----------------------- |
|                            | Conservatore                                      | Chris Green                | 19 744                  | 40,63                   |
|                            | Laburista                                         | Julie Hilling              | 18 943                  | 38,98                   |
|                            | UKIP                                              | Bob Horsefield             | 7 428                   | 15,29                   |
|                            | Lib Dem                                           | Andrew Martin              | 1 947                   | 4,01                    |
|                            | Indipendente                                      | Andy Smith                 | 321                     | 0,66                    |
|                            | TUSC                                              | John Vickers               | 209                     | 0,43                    |
|                            |                                                   |                            |                         |                         |
| Iscritti                   | Iscritti                                          | Iscritti                   | 72 742                  | 100,00                  |
| ↳ Votanti (% su iscritti)  | ↳ Votanti (% su iscritti)                         | ↳ Votanti (% su iscritti)  | 48 592                  | 66,80                   |
| ↳ Astenuti (% su iscritti) | ↳ Astenuti (% su iscritti)                        | ↳ Astenuti (% su iscritti) | 24 150                  | 33,20                   |
|                            |                                                   |                            |                         |                         |
|                            | Esito: collegio passa da Laburista a Conservatore |                            |                         |                         |

| Partito                    | Partito                                | Candidato                  | Risultati 6 maggio 2010 | Risultati 6 maggio 2010 |
| Partito                    | Partito                                | Candidato                  | Voti                    | %                       |
| -------------------------- | -------------------------------------- | -------------------------- | ----------------------- | ----------------------- |
|                            | Laburista                              | Julie Hilling              | 18 327                  | 38,52                   |
|                            | Conservatore                           | Susan Williams             | 18 235                  | 38,33                   |
|                            | Lib Dem                                | Jackie Pearcey             | 8 177                   | 17,19                   |
|                            | UKIP                                   | Harry Lamb                 | 1 901                   | 4,00                    |
|                            | Verdi                                  | Rachel Mann                | 545                     | 1,15                    |
|                            | Indipendente                           | Jimmy Jones                | 254                     | 0,53                    |
|                            | You Party                              | Doug Bagnall               | 137                     | 0,29                    |
|                            |                                        |                            |                         |                         |
| Iscritti                   | Iscritti                               | Iscritti                   | 71 221                  | 100,00                  |
| ↳ Votanti (% su iscritti)  | ↳ Votanti (% su iscritti)              | ↳ Votanti (% su iscritti)  | 47 576                  | 66,80                   |
| ↳ Astenuti (% su iscritti) | ↳ Astenuti (% su iscritti)             | ↳ Astenuti (% su iscritti) | 23 645                  | 33,20                   |
|                            |                                        |                            |                         |                         |
|                            | Esito: collegio confermato a Laburista |                            |                         |                         |

### Elezioni negli anni 2000
| Partito                    | Partito                                | Candidato                  | Risultati 5 maggio 2005 | Risultati 5 maggio 2005 |
| Partito                    | Partito                                | Candidato                  | Voti                    | %                       |
| -------------------------- | -------------------------------------- | -------------------------- | ----------------------- | ----------------------- |
|                            | Laburista                              | Ruth Kelly                 | 17 239                  | 42,52                   |
|                            | Conservatore                           | Philip Allott              | 15 175                  | 37,43                   |
|                            | Lib Dem                                | Tim Perkins                | 7 241                   | 17,86                   |
|                            | UKIP                                   | Marjorie Ford              | 524                     | 1,29                    |
|                            | Veritas                                | Michael Ford               | 290                     | 0,72                    |
|                            | Xtraordinary People                    | Kate Griggs                | 74                      | 0,18                    |
|                            |                                        |                            |                         |                         |
| Iscritti                   | Iscritti                               | Iscritti                   | 63 847                  | 100,00                  |
| ↳ Votanti (% su iscritti)  | ↳ Votanti (% su iscritti)              | ↳ Votanti (% su iscritti)  | 40 543                  | 63,50                   |
| ↳ Astenuti (% su iscritti) | ↳ Astenuti (% su iscritti)             | ↳ Astenuti (% su iscritti) | 23 304                  | 36,50                   |
|                            |                                        |                            |                         |                         |
|                            | Esito: collegio confermato a Laburista |                            |                         |                         |

| Partito                    | Partito                                | Candidato                  | Risultati 7 giugno 2001 | Risultati 7 giugno 2001 |
| Partito                    | Partito                                | Candidato                  | Voti                    | %                       |
| -------------------------- | -------------------------------------- | -------------------------- | ----------------------- | ----------------------- |
|                            | Laburista                              | Ruth Kelly                 | 19 381                  | 47,03                   |
|                            | Conservatore                           | James Stevens              | 13 863                  | 33,64                   |
|                            | Lib Dem                                | Barbara Ronson             | 7 573                   | 18,37                   |
|                            | Alleanza Socialista                    | David Toomer               | 397                     | 0,96                    |
|                            |                                        |                            |                         |                         |
| Iscritti                   | Iscritti                               | Iscritti                   | 66 048                  | 100,00                  |
| ↳ Votanti (% su iscritti)  | ↳ Votanti (% su iscritti)              | ↳ Votanti (% su iscritti)  | 41 214                  | 62,40                   |
| ↳ Astenuti (% su iscritti) | ↳ Astenuti (% su iscritti)             | ↳ Astenuti (% su iscritti) | 24 834                  | 37,60                   |
|                            |                                        |                            |                         |                         |
|                            | Esito: collegio confermato a Laburista |                            |                         |                         |

## Risultati dei referendum

### Referendum sulla permanenza del Regno Unito nell'Unione europea del 2016
|             | Collegio    | Lasciare UE % | Rimanere in UE % |
| ----------- | ----------- | ------------- | ---------------- |
|             | Bolton West | 55,5%         | 44,5%            |
| Inghilterra | 53,3%       | 46,7%         |                  |
| Regno Unito | 51,9%       | 48,1%         |                  |